# Cédric Villani
Cédric Villani, francoski matematik, * 5. oktober 1973, Brive-la-Gaillarde, Francija.
Villani največ raziskuje na področju parcialnih diferencialnih enačb in matematične fizike. Leta 2010 je prejel Fieldsovo medaljo.
1. ↑  BD Gest'
2. ↑  GeneaStar
3. ↑  https://plus.google.com/+WillieWong/posts/8HnSZU7nNsY
4. ↑  Elections législatives des 12 et 19 juin 2022 - Liste des candidats du 1er tour